# Owenodon
Owenodon is een geslacht van ornithischische dinosauriërs, behorend tot de groep van de Euornithopoda, dat tijdens het vroege Krijt leefde in het gebied van het huidige Engeland. De enige benoemde soort is Owenodon hoggii.

## Vondst en naamgeving
In 1860 vond natuuronderzoeker A.J. Hogg, nabij Durlston Bay bij Swanage in Dorset, in de Under Feather van Purbeck Limestone, een laag keiharde kalksteen die stamt uit het Berriasien, 143 miljoen jaar oud, een vrijwel complete onderkaak van een plantenetende dinosauriër. In 1874 benoemde Richard Owen op grond van deze vondst een aparte soort van het geslacht Iguanodon: Iguanodon hoggii, waarvan de soortaanduiding vanzelfsprekend Hogg eert.
In 1977, toen het fossiel vanaf 1975 met een zuurbad door Peter J. Whybrow was uitgeprepareerd, werd begrepen dat de vorm niet nauw aan Iguanodon verwant moest geweest, maar er was in die tijd verder weinig aandacht voor het in omvang aanzienlijke maar in kwaliteit onaanzienlijke Britse materiaal. In 2002 meenden David Bruce Norman en Paul Barrett dat de soort bij Camptosaurus ondergebracht moest worden, dus als een C. hoggii. Deze interpretatie stuitte echter op kritiek van Kenneth Carpenter en Gregory S. Paul. 
In 2009 benoemde Peter Malcolm Galton, in een algehele revisie van dit soort vondsten uit alle werelddelen, een apart geslacht: Owenodon. De geslachtsnaam verbindt Owens naam met een Klassiek Grieks odoon, "tand", een verwijzing naar Iguanodon. Norman was overigens van plan geweest het geslacht "Durlstonia" te noemen; Galton was hem net te vlug af.
Het fossiel, holotype NHM R2998, is gevonden in de Worbarrow Tout Member van de Lulworthformatie. Het bestaat uit een stuk rechteronderkaak, ongeveer 145 millimeter lang, waarvan het dentarium nog dertien tanden bevat. Vermoedelijk waren in totaal vijftien tanden aanwezig. Het is licht samengedrukt en ook wat beschadigd tijdens de eerste onoordeelkundige preparatie waarvan de beitelsporen nog zichtbaar zijn. Opmerkelijk genoeg bleek bij een inspectie door Norman in 1998 dat na 1977 het specimen verder beschadigd was; iemand had het kennelijk laten vallen zodat een stuk van de voorkant en een tand was afgebroken.
Een aantal tanden uit Roemenië werd in 2009 door Galton aan een Owenodon sp. toegewezen. Gegeven dat dit taxon daar kennelijk aanwezig was, is door Galton ook verder skeletmateriaal uit dat land onder voorbehoud aan Owenodon toegewezen, hoewel het niet met het holotype overlapt.

## Beschrijving
Galton gaf een aantal verschillen aan met Camptosaurus. Het dentarium is hoger met een gewelfde tandrij en bovenste kaakrand terwijl de symfyse langer is. De tanden hebben aan de binnenzijde duidelijke en evenwijdige primaire en secundaire verticale richels van gelijke lengte maar geen tertiaire richels. Het cingulum, de verdikking van de tandbasis, wordt niet onderbroken door een insparing aan de onderkant van de achterste snijrand.

## Fylogenie
Volgens Galton is Owenodon een zeer basaal lid van de Styracosterna, in een positie die basaler is dan Lurdusaurus maar meer afgeleid dan Camptosaurus; hij splitst zich dus tussen beiden af van de stamboom. Basale kenmerken zijn de geringe afstand overdwars tussen de achterste tandrij en de voorste binnenrand van het coronoïde uitsteeksel; en de simpele en niet afgeronde vorm van de vertandingen.